# Hrabstwo Perkins (Nebraska)
Hrabstwo Perkins (ang. Perkins County) – hrabstwo w stanie Nebraska w Stanach Zjednoczonych. Obszar całkowity hrabstwa obejmuje powierzchnię 884,43 mil2 (2 290,68 km²). Według danych z 2010 r. hrabstwo miało 2 970 mieszkańców. Hrabstwo powstało w 1887 roku i nosi imię Charlesa Perkinsa - prezesa linii kolejowych Burlington and Quincy Railroad.

## Sąsiednie hrabstwa
- Hrabstwo Keith (północ)
- Hrabstwo Lincoln (wschód)
- Hrabstwo Hayes (południowy wschód)
- Hrabstwo Chase (południe)
- Hrabstwo Phillips (Kolorado) (południowy zachód)
- Hrabstwo Sedgwick (Kolorado) (zachód)
- Hrabstwo Deuel (północny zachód)

## Miasta
- Grant

## Wioski
- Elsie
- Madrid
- Venango